# رابرت ماه
رابرت ماه (انگلیسی: Robert Maah؛ زادهٔ ۲۵ فوریهٔ ۱۹۸۵) بازیکن فوتبال اهل فرانسه است.
از باشگاه‌هایی که در آن بازی کرده‌است می‌توان به باشگاه فوتبال چیتادلا، باشگاه فوتبال باری، باشگاه فوتبال کومو، باشگاه فوتبال سی‌اف‌آر کلوژ، و باشگاه ورزشی گوزتپه اشاره کرد.